# Marghine
Le Marghine est une sous-région de la Sardaigne centro-occidentale dont la population comporte 23,127 habitants et dont le chef-lieu est Macomer (10,800 habitants)